# Koczó József
Koczó József (1930 –) magyar labdarúgó.
1954-től a Bp. Spartacus játékosa volt.